# Zelenogrado
Zelenogrado o Zelenograd (en ruso: Зеленогра́д, romanizado: Zelenograd, lit. Ciudad Verde) es una ciudad que, junto con los territorios y los asentamientos bajo su jurisdicción, forma uno de los ókrugs administrativos de Moscú. Se encuentra a 37km del centro de la capital de Rusia a lo largo de la autopista Leningrádskoye Shossé.

## Descripción
La ciudad de Zelenogrado fue construida en 1958 y más tarde se desarrolló paralelamente al Silicon Valley estadounidense. Fue uno de los centros más poderosos de desarrollos en el ámbito de la electrónica, la microelectrónica, la informática y la industria electrónica en la antigua Unión Soviética, y todavía desempeña un papel similar en la Rusia moderna. Dado que Zelenogrado fue construido ex novo en un sitio donde no existían poblaciones previas, tan sólo lleno de bosques, posee una arquitectura y un diseño urbano fruto de un plan arquitectónico (arquitecto jefe I.A. Pokrovsky).
En 1988 Zelenogrado incorporó al antiguo pueblo de Kriukovo, uno de los sitios importantes durante la Batalla de Moscú (octubre de 1941 - enero 1942). En Zelenogrado y sus alrededores se encuentran varios monumentos a los defensores de Moscú y a los héroes de la Gran Guerra Patria, de los cuales el más famoso es el complejo Memorial Shtykí (Штыки, lit. "Bayonetas"), cuyos remanentes se tomaron de la tumba del Soldado Desconocido para reinstalarlos en el Jardín de Aleksandr (Aleksándrovski sad) en las inmediaciones del muro del Kremlin de Moscú.
Zelenogrado es la sede de la Universidad Nacional de Investigación «Instituto de Tecnología Electrónica de Moscú» (MIET). así como también de Sitronics Group, desde su fundación en 1997 hasta 2005 (cuando su sede central se trasladó a Moscú). Ahora la ciudad es la sede de su departamento de soluciones microelectróniсas. En la ciudad se encuentran las empresas Angstrem y Mikron, dos de los mayores fabricantes de circuitos integrados de Rusia.
NIIME es un centro de investigación y desarrollo ruso que realiza investigaciones científicas y tecnológicas en el campo de la micro y la nanoelectrónica, en el desarrollo y la producción de semiconductores.
El equipo de fútbol local FC Zelenograd (cuyo apodo es "Zeliono-Béliye" (los verdi-blancos)) fue fundado en 2002 y desde 2007 ha venido desempeñandose en la Segunda División de Rusia.
El color representativo de la ciudad es el verde y su mascota y emblema es la ardilla.
El río Sjodnia se origina cerca de la aldea de Alábushevo (uno de los asentamientos, que están bajo la jurisdicción de Zelenogrado) y forma tres estanques en el recinto de la ciudad.

## Ciudades hermanadas
- Tulsa (Oklahoma, EE. UU.)
- Unterschleißheim (Baviera, Alemania)

## Galería

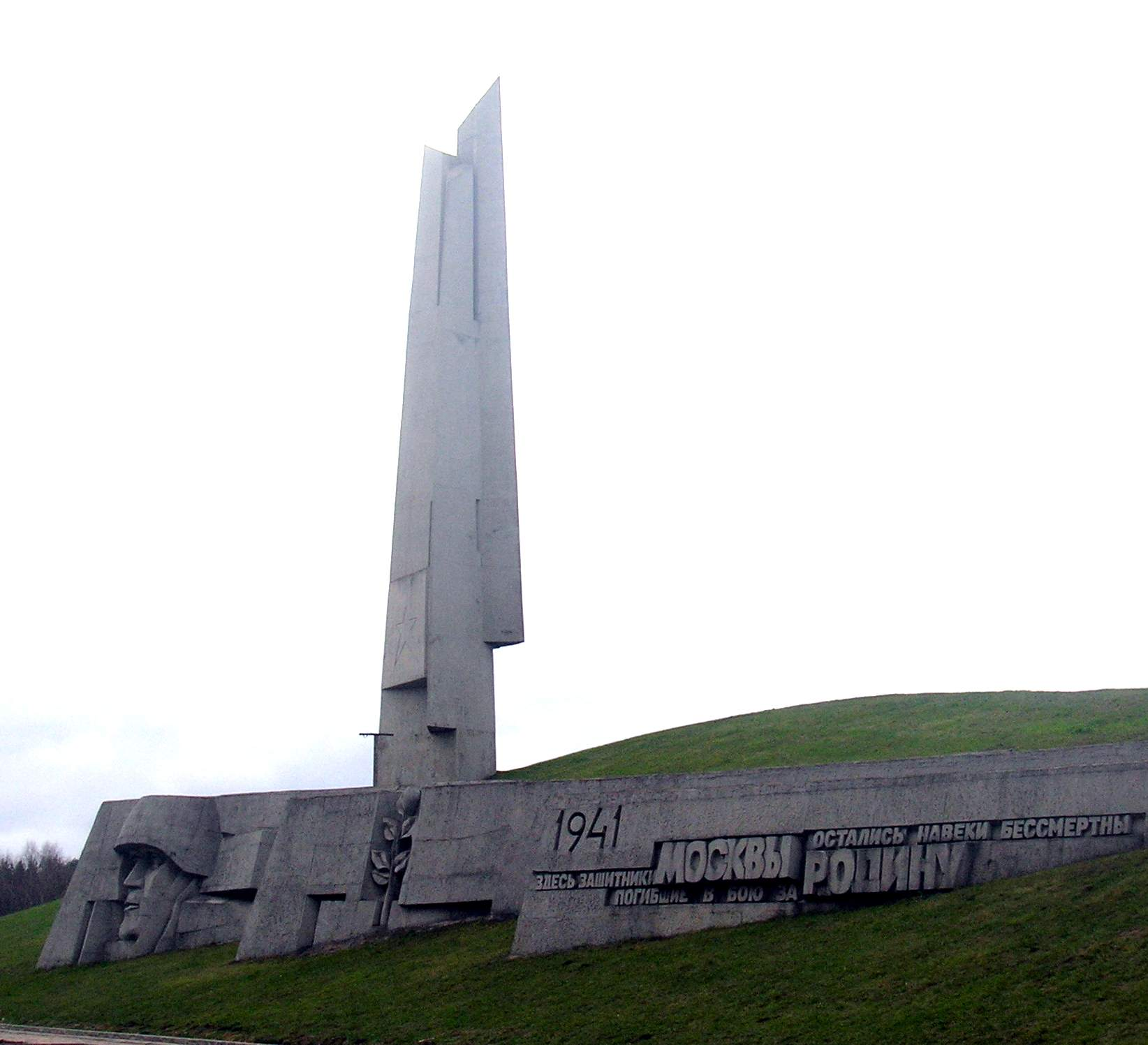
El complejo Memorial Shtykí
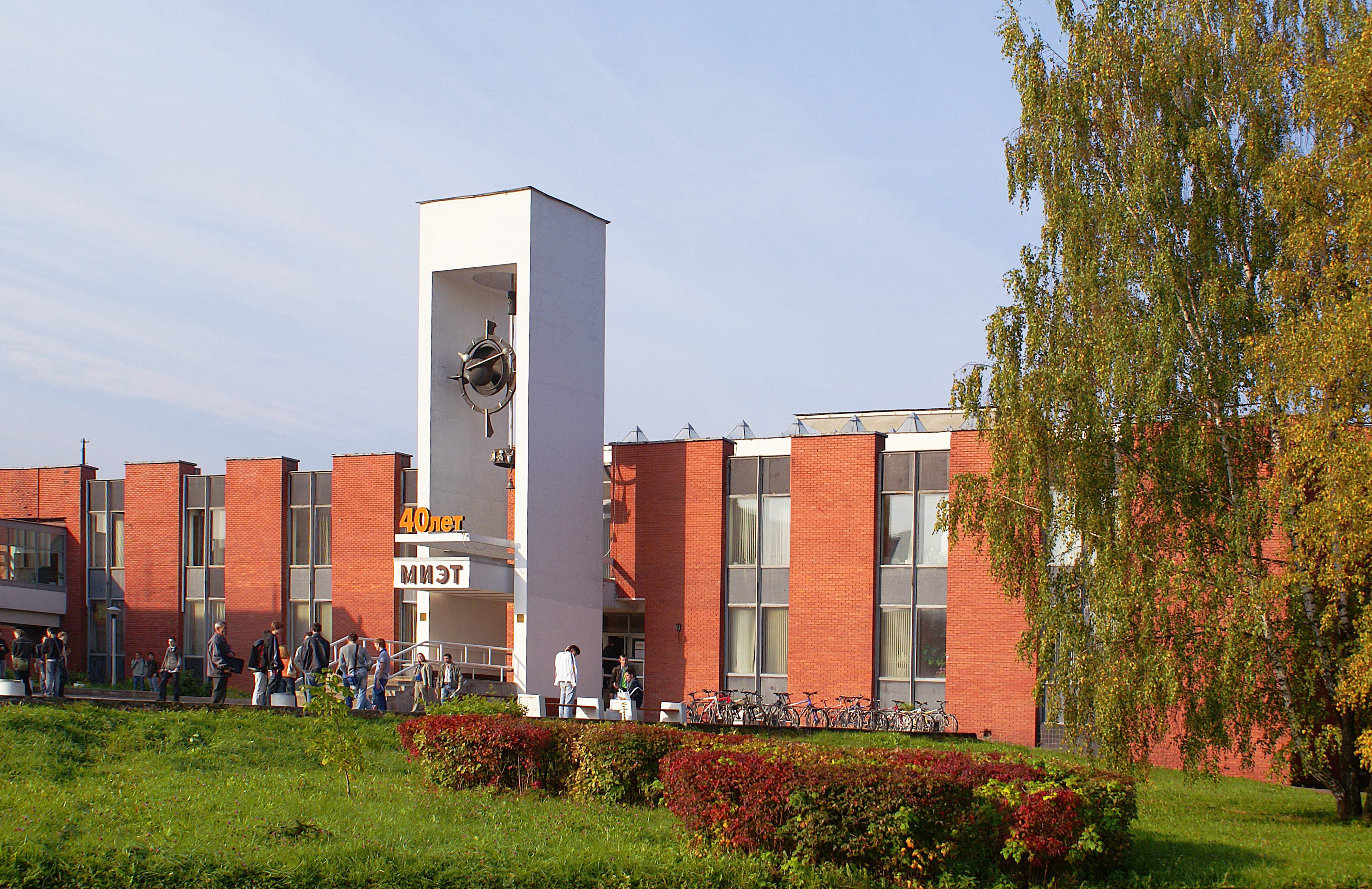
MIET
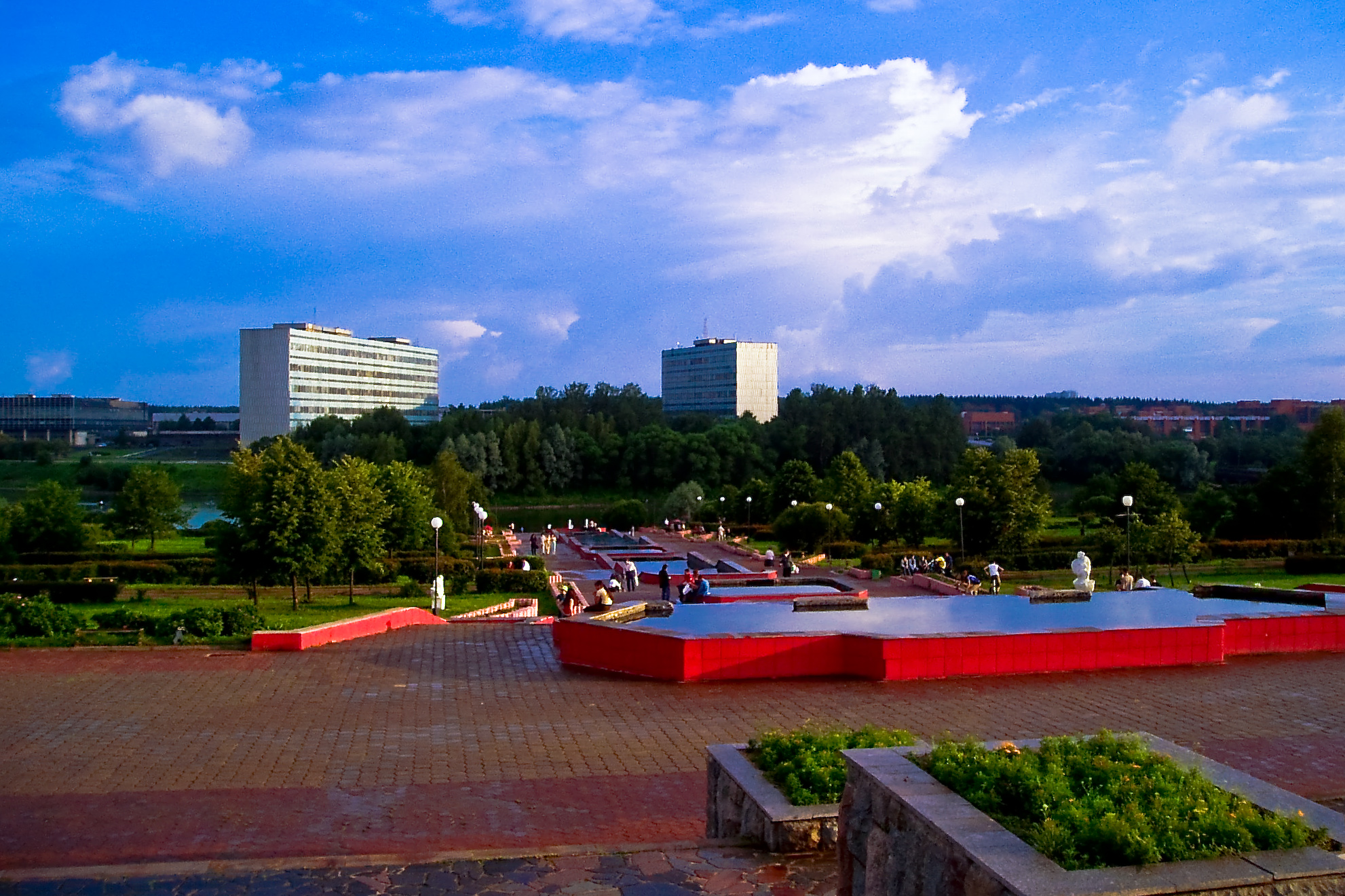
Conjunto de fuentes en el Parque de la Victoria (Distrito Mátushkino-Saviolki)
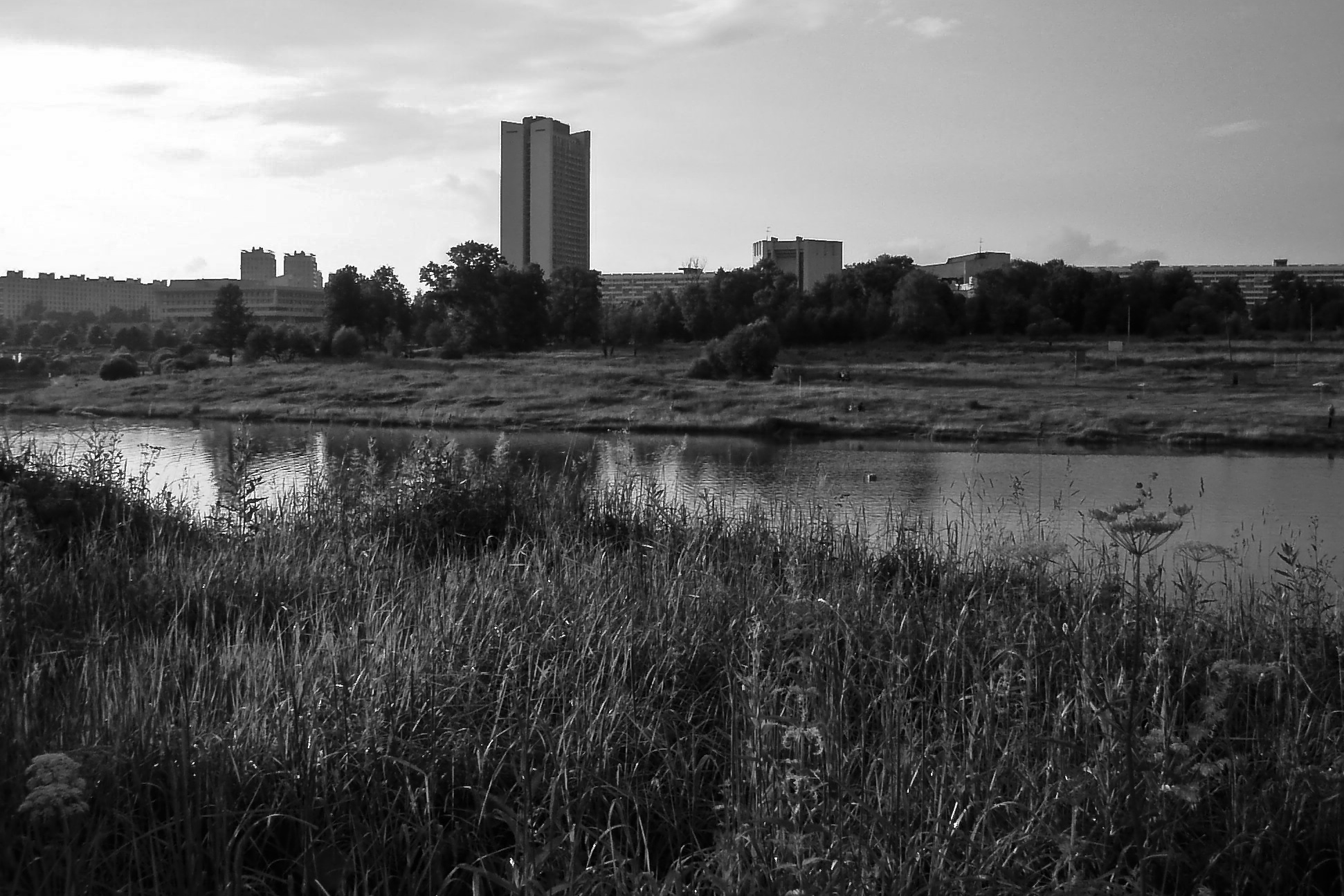
Gran Estanque de la Ciudad (Distrito Mátushkino-Saviolki)
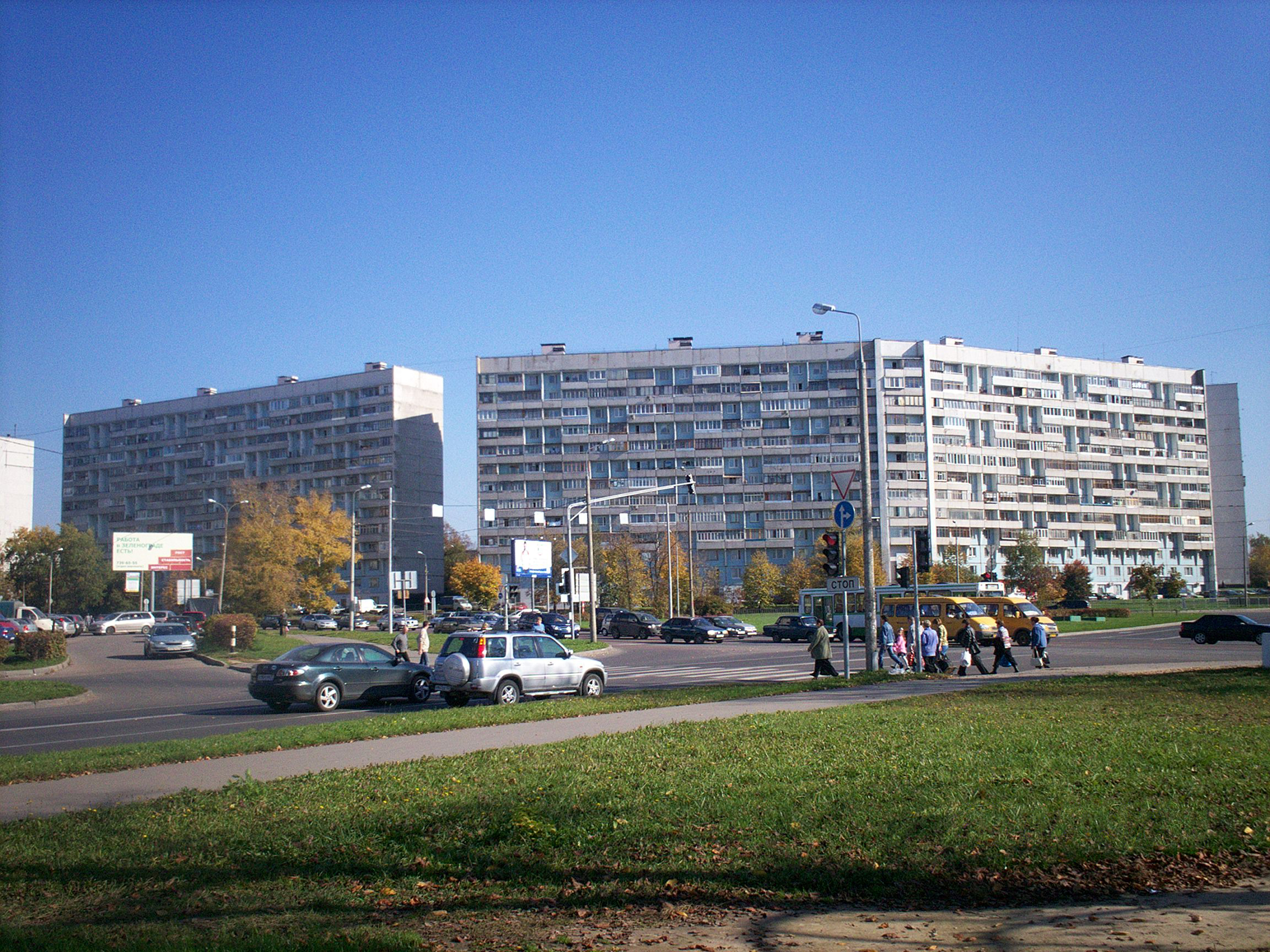
9.º microdistrito de Zelenograd (Distrito Panfílovsky)
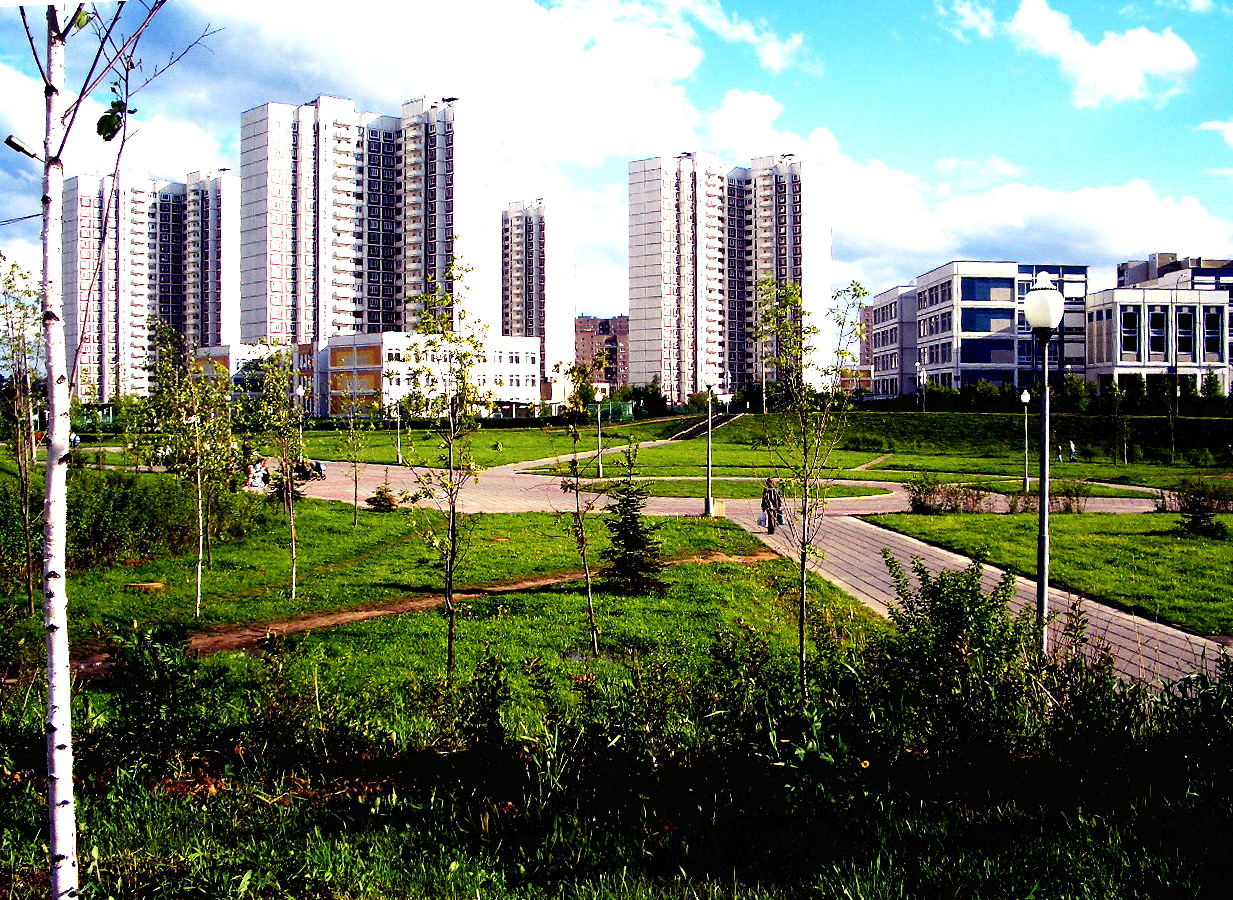
16.º microdistrito de Zelenograd (Distrito Kriúkovo)